# Río Ladra
El río Ladra es un río del noroeste la península ibérica, situado en la provincia de Lugo, Galicia, España. Recorre el oeste de la comarca de la Tierra Llana.

## Afluentes
Tiene como afluentes los ríos Madalena y Trimaz, que le dan nacimiento al unirse, y desemboca en el río Miño. Como afluentes principales, por la izquierda al río Fabilos, y por la derecha, el río Labrada y el río Parga.